# Norra Hult
Norra Hult är en bebyggelse väster om Vidöstern och byn Örtebro i Värnamo socken söder om  Värnamo i Värnamo kommun i Jönköpings län. SCB avgränsade här en småort 2020.